# William Brustein

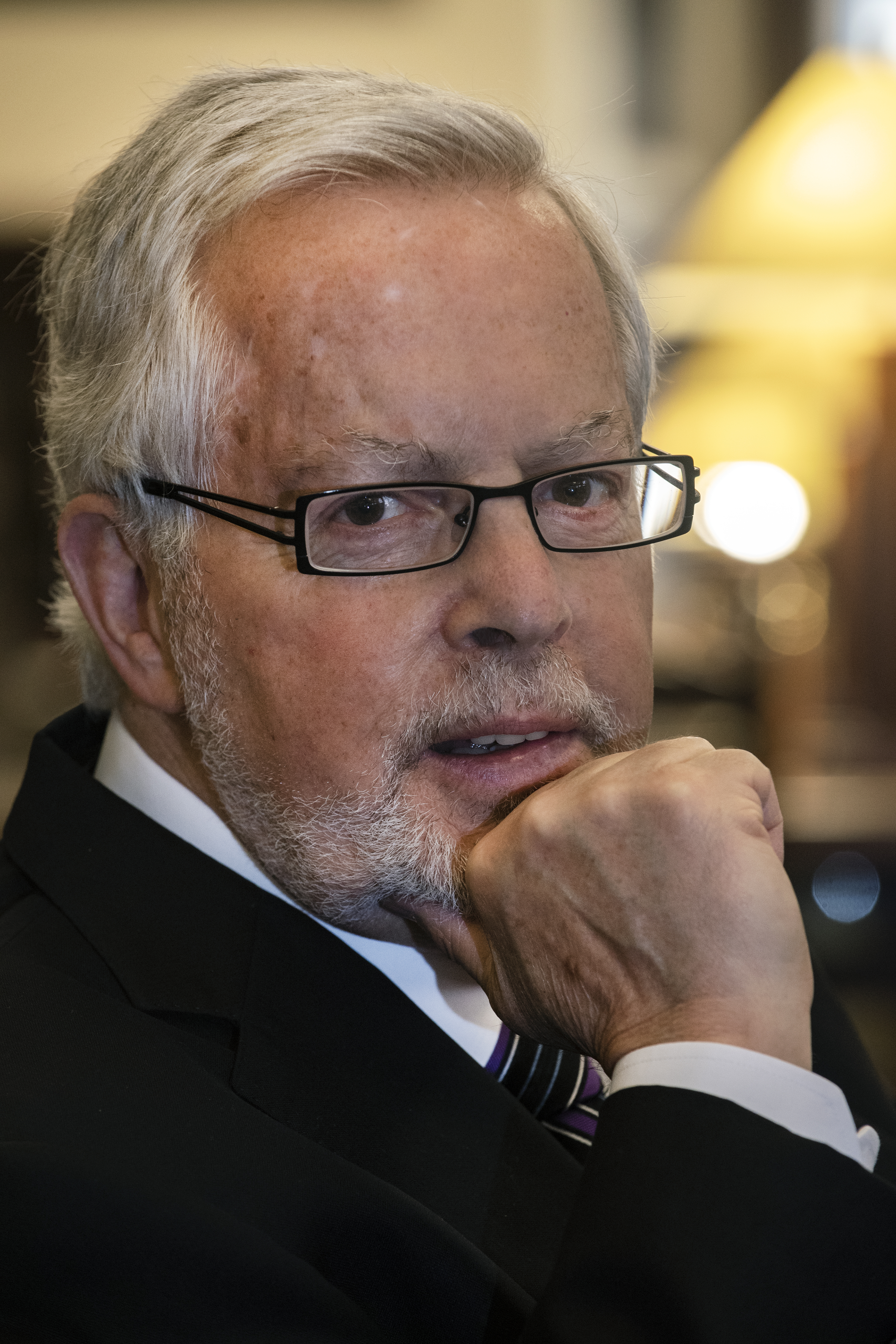
Dr. William I. Brustein

William I. Brustein (* 13. Juli 1947 in Fairfield, Connecticut) ist Vizepräsident für Global Strategies and International Affairs und Eberly Family Distinguished Professor of History an der West Virginia University. Brustein hat sich in der Internationalen Pädagogik sehr engagiert und zu Vorurteilen, politischem Extremismus und zum Antisemitismus auch unter Linken geforscht. 

## Leben
Brustein hat den BA in Politik (1969) von der University of Connecticut, den MA in Internationalen Studien (1971) von der Johns Hopkins School of Advanced International Studies und den PhD in Soziologie (1981) von der University of Washington. Er war an der University of Pittsburgh, der University of Minnesota (1992 bis 2001), an der University of Illinois at Urbana-Champaign und an der Ohio State University (ab 2009) als Professor und im internationalen Bereich (Studentenbetreuung, Austausch) tätig.
Im Februar 2013 erhielt er den Charles Klasek Award für seine Leitungsaktivitäten in der internationalen Pädagogik durch die Association of International Education Administrators.

## Schriften
- mit Louisa Roberts: The Socialism of Fools?: Leftist Origins of Modern Anti-Semitism (Cambridge and New York: Cambridge University Press), 2015.
- It Takes an Entire Institution: A Blueprint for the Global University, in: The Handbook of Practice and Research in Study Abroad: Higher Education and the Quest for Global Citizenship, hg. v. Ross Lewin, London: Routledge, 2009, Kap. 15.
- Roots of Hate: Anti-Semitism in Europe Before the Holocaust (Cambridge and New York: Cambridge University Press), 2003.
- The Logic of Evil: The Social Origins of the Nazi Party, 1925–1933 (New Haven: Yale University Press), 1996.
- mit Jürgen W. Falter: Who Joined the Nazi Party?: Assessing Theories of the Social Origins of Nazism, in: Zeitgeschichte, 1995, 22: S. 83–108.
- The Social Origins of Political Regionalism: France, 1849 to 1981 (Berkeley: University of California Press), 1988.